# Lystringsgrad
Lystringsgrad är det beredskapsläge som enskilda soldater befinner sig i under tjänst. Lystringsgraden kan även avse den kroppsställning som soldaten intar, till exempel givakt.  
Lystringsgrader för svensk militär:
- givakt
- lystring
- manöver
- lediga
- fältlystring
- rast